# Cybill
A Cybill című 4 évados vígjáték-sorozatot 1995 és 1998 között mutatta be az amerikai CBS csatorna. Magyarországon a Humor 1 vetítette.

## Szereplők
| Szereplő               | Színész            | Magyar hang        | Leírás                     |
| ---------------------- | ------------------ | ------------------ | -------------------------- |
| Cybill Sheridan        | Cybill Shepherd    | Orosz Helga        | Los angelesi színésznő     |
| Zoey Woodbine          | Alicia Witt        | Bogdányi Titanilla | Cybill fiatalabb lánya     |
| Ira Woodbine           | Alan Rosenberg     | Kassai Károly      | Cybill második exférje     |
| Maryann Thorpe         | Christine Baranski | Andresz Kati       | Cybill milliomos barátnője |
| Rachel Robbins Manning | Dedee Pfeiffer     |                    | Cybill idősebb lánya       |
| Jeff Robbins           | Tom Wopat          |                    | Cybill első exférje        |

## Epizódok
| Évad | Évad | Epizódok | Eredeti sugárzás     | Eredeti sugárzás | Eredeti adó |
| Évad | Évad | Epizódok | Évadpremier          | Évadfinálé       | Eredeti adó |
| ---- | ---- | -------- | -------------------- | ---------------- | ----------- |
|      | 1    | 13       | 1995. január 2.      | 1995. május 15.  | CBS         |
|      | 2    | 24       | 1995. szeptember 17. | 1996. május 20.  | CBS         |
|      | 3    | 26       | 1996. szeptember 16. | 1997. május 19.  | CBS         |
|      | 4    | 24       | 1997. szeptember 15. | 1998. július 13. | CBS         |